# Gerry Mulligan - Paul Desmond Quartet
Gerry Mulligan - Paul Desmond Quartet est un album de cool jazz enregistré en 1957 par les saxophonistes américains Gerry Mulligan et Paul Desmond,.
Il est publié une seconde fois en disque vinyle LP en 1962, augmenté de trois titres, sous le titre Blues in Time et est peut-être plus connu sous ce nom. Mais Blues In Time n'était pas le titre de l'album lors de sa publication originale.
Quand Mulligan s'est établi dans la région de Los Angeles, il a formé un quartet sans piano très populaire, avec Chet Baker à la trompette, plus un bassiste et un batteur. Il utilise le même format ici avec le saxophoniste alto Paul Desmond à la place de Baker.
D'une façon générale, Desmond et Mulligan sont très auto-critiques et particulièrement sévères par rapport à leurs enregistrements, mais tous deux sont très satisfaits de cette session. L'explication de Desmond du plaisir qu'il éprouve à jouer avec Mulligan est très claire : « Il fait juste les choses comme il faut ».

## Historique

### Contexte

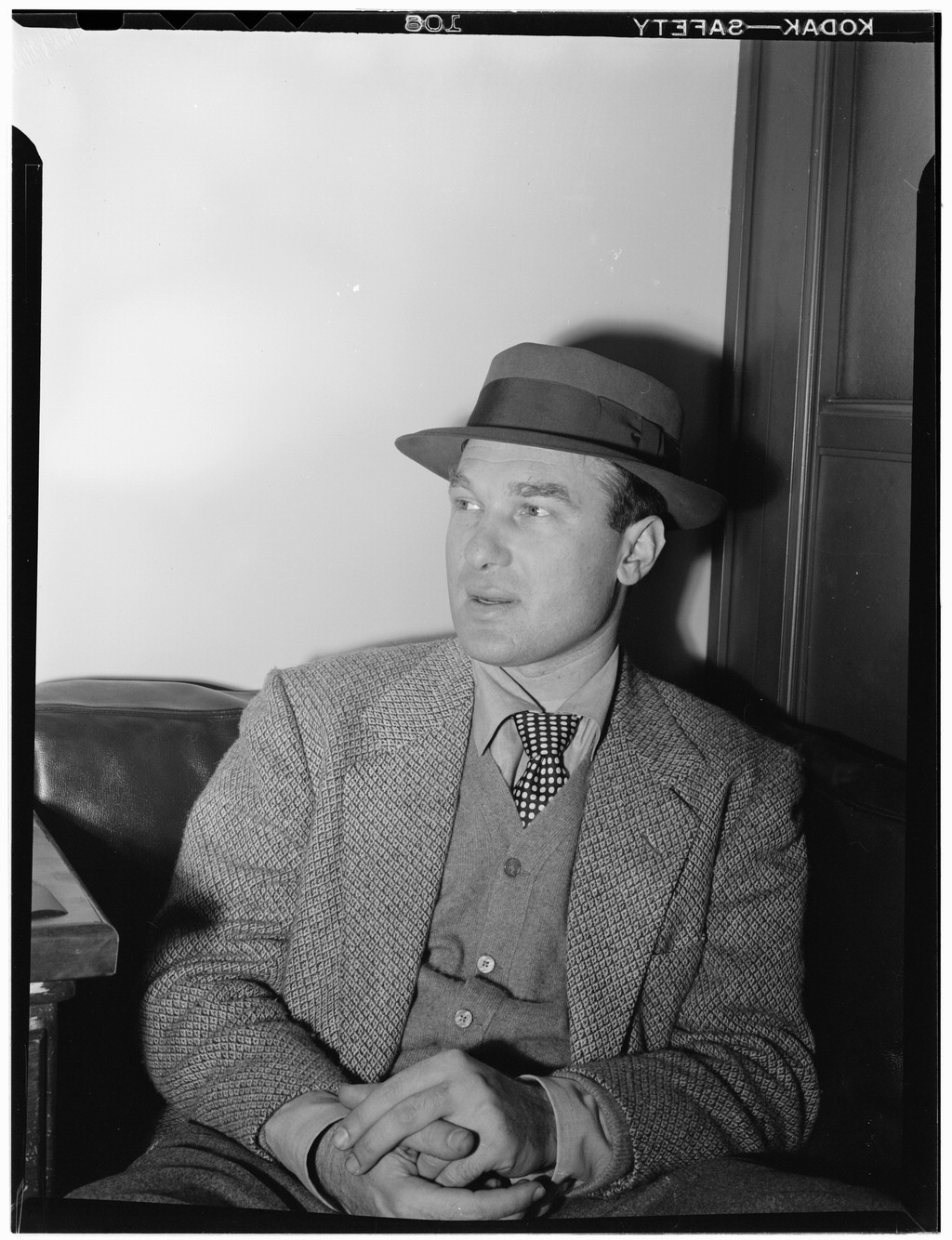
Le producteur Norman Granz, en 1947.

L'idée de ce disque germe dans l'esprit de Paul Desmond en 1954 lorsque Gerry Mulligan  collabore avec le Dave Brubeck Quartet au Carnegie Hall, : le morceau Tea for Two convainc Desmond et Mulligan que leur façon de jouer possède ce que Mulligan appelle une affinité naturelle. Mulligan et Desmond apprécient tellement l'expérience qu'ils décident que ce serait une bonne idée de faire leur propre disque.
Rien ne se passe avant l'été 1957 et le Newport Jazz Festival. Desmond suggère à nouveau l'idée d'un enregistrement commun à Mulligan mais il semble encore y avoir trop d'obstacles comme la question de savoir quel label choisir.
Ayant entendu les discussions entre Desmond et Mulligan, le producteur Norman Granz propose alors d'obtenir l'accord de la compagnie de disque de Desmond.

### Enregistrement et production
En août 1957, Mulligan s'envole pour la Californie avec son quartet pour jouer un concert au Hollywood Bowl. Il enregistre également un album pour Norman Granz avec Stan Getz et le trio d'Oscar Peterson et, à 2 heures du matin, après cet enregistrement, Mulligan et Desmond se rencontrent pour leur première session d'enregistrement commune. Ils entrent dans le studio avec très peu de préparation, mais à peu près tout ce qu'ils essayent fonctionne.
Les morceaux du disque Gerry Mulligan - Paul Desmond Quartet sont enregistrés à deux dates différentes en août 1957, en partie à Los Angeles sur la Côte ouest et en partie à New York, sur la Côte est : Blues In Time, Body And Soul et Wintersong sont enregistrés le 2 août 1957 aux Capitol Studios à Los Angeles en Californie, alors que Fall Out, Line For Lyons, Battle Hymn Of The Republican et Standstill sont enregistrés le 27 août 1957 au Fine Sound studio à New York,.
L'album est produit par Norman Granz, un important producteur de jazz qui a fondé plusieurs labels de jazz (Clef Records en 1946, Norgran Records en 1953, Down Home Records) et qui les a fusionnés en 1956 pour créer Verve Records, qu'il a ensuite revendu à MGM en 1960.

### Publication
L'album sort en 1958 en disque vinyle long play (LP) sous le titre Gerry Mulligan - Paul Desmond Quartet sur le label Verve Records sous la référence Verve MGV 8246, avec les sept titres mentionnés ci-dessus,,.
La notice originale du LP (original liner notes) est de la main de Nat Hentoff, historien, romancier, critique de jazz et de musique country, chroniqueur, disc jockey radio et producteur de disques.
La photographie qui illustre la pochette de l'album et qui représente les deux saxophonistes durant une pause est l'œuvre de Bill Claxton et Chuck Stewart selon la jaquette du CD mais elle serait de Burt Goldblatt selon le site Discogs.

### Deuxième publication sous le nom deBlues in Time
L'album est publié à nouveau en avril 1962 sous le titre Blues in Time, sous la référence Verve V6-8478, avec trois titres supplémentaires provenant de la session d'enregistrement du 2 août 1957 aux Capitol Studios à Los Angeles : deux morceaux supplémentaires (Tea For Two et Lover) et une prise alternative (take 2) de Wintersong.
Le journal Billboard Music Week du 3 novembre 1962 explique ce « re-packaging » par une volonté de faire concurrence à la sortie prochaine sur le label RCA Victor d'un autre enregistrement en duo  des deux saxophonistes, enregistrement que le Billboard ne nomme pas mais qui ne peut être que l'album Two of a Mind.

### Rééditions
L'album est réédité à de nombreuses reprises en disque vinyle LP de 1958 à 2018 par les labels Verve, Columbia, Jolly Hi-Fi Records, La Voz De Su Amo, Gruppo Editoriale Fabbri, Mobile Fidelity Sound Lab, Jazz Wax Records, Doxy, Spiral Records, Tobacco Road, American Jazz & Blues History, Deutscher Schallplattenclub, Spiral et Waxtime,.
À partir de 1990, il est publié en CD par les labels Verve, Polygram, Mobile Fidelity Sound Lab, PO Records, Universal Distribution, Fresh Sound Records, Essential Jazz Classics, PSP,.

## Accueil critique
Le site AllMusic attribue 4½ étoiles à l'album. 
Le critique musical Michael G. Nastos d'AllMusic souligne que « La merveilleuse interaction entre le sax robuste mais agile de Mulligan et le saxophone très doux - mais dans ce cas animé et énergisé - de Desmond est plus que magique, et produit une combinaison fluide, délicate et délicieuse qui saura plaire même aux auditeurs les plus blasés ». Et Nastos de conclure : « C'est vraiment un bel exemple de jazz moderne mainstream (..) qui devrait être apprécié par tous les fans de jazz ».
Pour Harvey Pekar, auteur de la notice du CD Verve de 1993, « Lorsqu'il n'est pas en bonne forme, le jeu de Paul Desmond peut être fade et insipide. Mulligan semble inspirer Desmond ici ; en tout cas, certaines des meilleures œuvres enregistrées par Paul sont sur ce disque. Gerry est aussi inspiré ». Et Pekar de conclure : « Le jeu de Mulligan est si dynamique et contagieux qu'on sent qu'il prend du bon temps. Desmond swingue plus fort et joue avec plus de continuité qu'il ne le faisait d'habitude avec Brubeck. Ces musiciens ont été faits l'un pour l'autre ».

## Liste des morceaux
Voici la liste des sept morceaux du LP original Gerry Mulligan - Paul Desmond Quartet, :
| 1.    | Blues In Time                 | Paul Desmond                                             | 9:00 |
| 2.    | Body and Soul                 | Frank Eyton / Johnny Green / Edward Heyman / Robert Sour | 9:38 |
| 3.    | Stand Still                   | Gerry Mulligan                                           | 3:26 |
| 4.    | Line for Lyons                | Gerry Mulligan                                           | 3:05 |
| 5.    | Wintersong                    | Paul Desmond                                             | 6:56 |
| 6.    | Battle Hymn of the Republican | Paul Desmond                                             | 7:43 |
| 7.    | Fall Out                      | Gerry Mulligan                                           | 5:47 |
| 45:35 |                               |                                                          |      |

L'album Blues in Time et les éditions CD parues ultérieurement sous l'un ou l'autre titre comprennent généralement trois titres supplémentaires : Tea For Two, Lover et une prise alternative (take 2) de Wintersong.

## Musiciens
- Gerry Mulligan : saxophone baryton
- Paul Desmond : saxophone alto
- Joe Benjamin : contrebasse
- Dave Bailey : batterie